# Dieter Mohrlok
Dieter Alfred Mohrlok (* 4. November 1938 in Stuttgart; † 2. März 2010) war ein deutscher Schachspieler. Er war Europameister im Fernschach.

## Nahschach
Mohrlok gewann 1956 in Traben-Trarbach die deutsche Meisterschaft der Jugend vor Hans-Joachim Hecht, Wolfgang Kühler, Christian Clemens und Mathias Gerusel. Im Jahre 1958 wurde er Meister von Württemberg. Von 1959 bis 1976 nahm er sechsmal an der Deutschen Einzelmeisterschaft teil. Im Jahre 1962 wurde er deutscher Pokalmeister im Dähne-Pokal. Mit der westdeutschen Nationalmannschaft nahm er 1962 in Warna, 1964 in Tel Aviv, 1970 in Siegen und 1976 in Haifa an Schacholympiaden sowie 1977 in Moskau an der Mannschaftseuropameisterschaft teil. Bei der Schacholympiade 1964 erreichte er mit der Mannschaft den dritten Platz. Im Jahre 1969 verlieh ihm die FIDE den Titel Internationaler Meister.
In der viergleisigen Schachbundesliga zwischen 1974 und 1980 bestritt Mohrlok insgesamt 25 Partien für den SK Bad Cannstatt, die Stuttgarter SF und Königsspringer Frankfurt, in der eingleisigen Bundesliga spielte er in der Saison 1981/82 für den VfL Sindelfingen. Danach war er bis Ende der 1990er Jahre in der 2. Bundesliga und Oberliga Württemberg aktiv. Mit den Stuttgarter SF wurde er 1968 deutscher Mannschaftsmeister, mit Königsspringer Frankfurt 1978.
Mohrloks letzte Elo-Zahl betrug 2300.

## Fernschach
Mitte der 1950er Jahre begann Mohrlok mit dem Fernschach. Er vertrat Deutschland bei der 1. und 2. Europamannschaftsmeisterschaft. Für diese Erfolge verlieh ihm der Weltfernschachverband ICCF 1986 den Titel „Internationaler Meister im Fernschach“. Der Großmeistertitel wurde ihm 1999 verliehen.
Im Jahr 1992 gewann er die 31. Europameisterschaft. Ab 1999 nahm er am Finale der 16. Weltmeisterschaft teil. Seine letzte Elo-Zahl betrug 2322.

## Privat
Mohrlok betrieb in Stuttgart ein Taxi-Unternehmen. Seit 2000 beschäftigte er sich verstärkt mit Bridge als Turniersport. Er spielte in der Bridge-Regionalliga (eine Stufe unter der 2. Bundesliga).